# Marcelo García (artista)
Gabriel Marcelo García Rodríguez (n. Monterrey, Nuevo León; 27 de mayo de 1988) es un dibujante, diseñador, caricaturista y compositor mexicano. Es conocido por su nombre artístico y utilizado como dibujante y músico, Marcelo Seltzer. Su estilo como dibujante pasa desde el arte pop, la psicodelia y el surrealismo. En su etapa de músico lanzó tres materiales de estudio, Fenómeno de Astronautas (2010), Puertas Dentro de Puertas (2014) y Universopolis (2017).

## Biografía

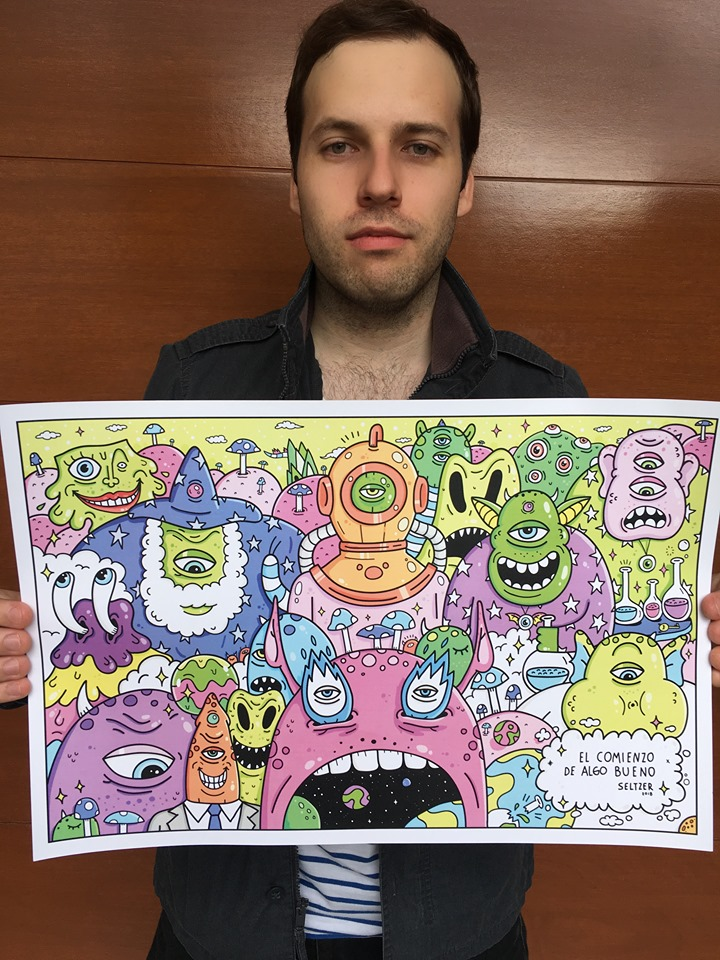
Marcelo Seltzer con uno de sus dibujos

Marcelo nació en la ciudad de Monterrey, Nuevo León, donde desde pequeño fue despertando el interés por el arte y la música, estudió la carrera de Animación y Arte digital en el Instituto Tecnológico y de Estudios Superiores de Monterrey (ITESM) de la cual se graduó en el año 2011. Comenzó a componer música bajo el nombre de Seltzer en el año 2010 aun cuando estaba estudiando. Al paso de los años, eventualmente agregó su nombre y firmó todo su trabajo como Marcelo Seltzer.

## Discografía

### Seltzer
- Fenómeno de Astronautas (2010)
- Puertas Dentro de Puertas (2014)[4]
- Universopolis (2017)[5]

## Arte
Marcelo es conocido por desarrollarse en el ámbito del dibujo, la animación y el diseño. Ha colaborado y trabajado para otras marcas y bandas como: Machaca Fest (2019), BudLight, Tenis Panam, The War on Drugs, entre muchos otros. Así como creando sus propios personajes para su propia marca e historias. 